# Fundy National Park
Fundy National Park er en nationalpark i New Brunswick, Canada, beliggende ved kysten til Bay of Fundy, der er kendt for store tidevandsforskelle på op til 12 meter. Parken blev oprettet i 1948 og omfatter et areal på omtrent 207 kvadratkilometer. Nærmeste by er landsbyen Alma og nærmeste større by er Moncton. Fundy National Park ligger mellem de to store floder Upper Salmon River og Oxbow. 
Fundy National Park er det centrale område i biosfærereservat Fundy Biosphere Reserve, der blev oprettet af UNESCO i 2007.

## Historie
Først i 1825 blev der oprettet europæiske bosættelser i området, selvom bosættere fra Acadia var ankommet til nærliggende områder allerede i 1600-tallet, hvor også Mi'kmaq og Maliseet, tilhørende Canadas First Nations, fandtes langt tidligere. Den tidligere uudnyttede vildmark i Fundy gav god adgang til træ for voksende byer som Saint John. Flere små bosættelser blev grundlagt inden for den nuværende nationalparks grænser, og i 1800-tallet var savværk , værftsindustri og fiskeri vigtige erhverv i området. Disse samfund lå ofte ved kysten, mens bosættelser længere inde i landet oftere var baseret på landbrug. Forholdene for landbrug i højlandet var dog ikke de bedste og disse bosættelser mislykkedes derfor ofte og blev forladt.
I slutningen af 1800-tallet begyndte den gode reserve på træ at mindskes. Savværkernes aktiviteter havde også påvirket floderne og kystområderne negativt og også fiskebestanden aftog. Områdets økonomiske forudsætninger blev forværret og befolkningen aftog. 1922 blev områdets sidste større aktiviteter inden for den tidligere træindustri nedlagt.

## Geografi
Fra kystområderne ved Bay of Fundy stiger landet indad og Fundy National Park grænser mod vest til et højplateau som er en del af den nærliggende bjergkæde Appalacherne. Naturen består af kystnære skove, klipperige strande og vådområder. Den store forskel mellem højvande og lavvande blotlægger på sine steder regelmæssigt den mudrede bund. Dette inddeler parken i to områder, de mod bugten tidevandspåvirkede kystområder og det indre skovklædte højland. Der findes også adskillige vandfald i parken.

## Dyr og planter
Forholdene i tidevandszonen, med vekslende saltindhold og udsathed for sol, bølger, vind og vejr stiller store krav til planter og dyr, men livet dér er alligevel meget rigt. I de mudrede bunde gemmer mange krebsdyrbogløddyr sig, som kan udgøre føde for forskellige vadefugle. Vådområder som påvirkes af salt vnd domineres af saltmodstandsdygtige græsser o,g fugle som holder til her er ænder, gæs og hejrer. Vandrefalk bygger rede ved klipperige strande og i sådanne områder vokser også rosenrod.